# Kill for Thrills
Kill for Thrills fue una banda de hard rock estadounidense, originaria de Los Ángeles California, compuesta por el guitarrista y vocalista Gilby Clarke, el bajista Todd Muscat, el guitarrista Jason Nesmith y el baterista David Scott.
En su corta trayectoria, e influenciados por bandas de los setenta como Aerosmith, Van Halen y Hanoi Rocks grabaron un EP en 1988 Commercial Suicide y un álbum de estudio en 1990 Dynamite from Nightmareland bajo el sello discográfico MCA Records;  para posteriormente separarse en 1991.
Gilby Clarke fue reclutado para la gira mundial de la banda Guns N' Roses; Todd Muscat se unió a Junkyard y Jason Nesmith siguió una infructuosa carrera como solista.

## Discografía
- Commercial Suicide EP (1988)
- Dynamite from Nightmareland (1990)

## Miembros
- Gilby Clarke - voz y guitarra
- Jason Nesmith - guitarra
- Todd Muscat - bajo
- David Scott - batería